# Гвідор
Гвідор (англ. Gweedore; ірл. Gaoth Dobhair) — село в Ірландії, знаходиться в графстві Донегол (провінція Ольстер). Є частиною Гелтахту.
Населення — 4 065 людей (за даними перепису 2002 року). 